# Ugo Gattoni
Pour les articles homonymes, voir Gattoni.
Ugo Gattoni, né le 12 octobre 1988 à Vitry-sur-Seine (Val-de-Marne), est un dessinateur et artiste français.

## Biographie
Il suit d'abord une formation sport-étude, en natation et envisage de devenir maître-nageur. Il intègre ensuite l'École professionnelle supérieure d'arts graphiques (EPSAA), dont il est diplômé en 2010. Il travaille pour plusieurs marques de luxe françaises, notamment Hermès. Il réalise également plusieurs clips du groupe de musique électro-swing français Caravan Palace.
En 2012, à l'occasion des Jeux olympiques d'été de Londres de 2012, il réalise le livre Bicycle. En 2024 il réalise l'affiche officielle des Jeux olympiques, et des Jeux paralympiques d'été de 2024 (Paris).

## Publications
- (en) Ugo Gattoni, Bicycle, Nobrow Press, 2012, 20 p. (EAN 9781907704451, présentation en ligne)